# Neumichtis saliaris
Neumichtis saliaris là một loài bướm đêm trong họ Noctuidae.